# Halophilie
Als Halophile oder Halotolerante (abgeleitet vom griechischen hals, halos = Salz) werden Organismen bezeichnet, die in Umgebungen mit erhöhter Salzkonzentration leben. Als Salz gilt dabei nicht nur Kochsalz, sondern auch jedes andere Mineralsalz.
Halophile (d. h. „salzliebende“) Organismen sind derart an hohe Salzkonzentrationen angepasst, dass sie ihr Wachstum einstellen oder sterben, wenn die Salinität unter eine bestimmte Schwelle sinkt. Je nach Grad der Anpassung unterscheidet man schwach, moderat oder extrem Halophile.
Halotolerante (d. h. „Salz ertragende“) Organismen gedeihen grundsätzlich auch in salzarmer Umgebung. Viele von ihnen sind jedoch konkurrenzschwach und werden in salzhaltige Lebensräume verdrängt. Durch ihre Fähigkeit, sich an höhere Salzkonzentrationen anzupassen, erlaubt ihre breite ökologische Nische es ihnen, salzhaltige Biotope zu besiedeln.

## Lebensräume

Der Mono Lake, ein Salzsee in Kalifornien

Kennzeichnend für alle Lebensräume mit erhöhter Salinität ist eine reduzierte Wasseraktivität. Wasser ist hier durch lösliche Salze gebunden und kann nur durch spezielle Anpassungen im Zellkörper gehalten werden. Zusätzlich wirken hohe Ionenkonzentrationen nachteilig auf Stoffwechselprozesse. Solche Umgebungen bilden beispielsweise Salzseen, saline Verdunstungsbecken, Küstenstreifen, aber auch kleinräumige Standorte wie die Oberfläche von Wüstenpflanzen. Der Salzgehalt dieser Lebensräume variiert und kann den einer gesättigten (30-prozentigen) Kochsalzlösung erreichen. Die Salzzusammensetzung der einzelnen Standorte kann sich aber erheblich unterscheiden: Ist die Salinität thalassohaliner Standorte weitgehend durch Natriumchlorid bestimmt, so sind viele athalassohaline Salzseen reich an Calcium, Magnesium oder Carbonat. In diesem Falle, den sogenannten Sodaseen, führt der hohe pH-Wert dazu, dass die hier lebenden Organismen auch alkaliphil oder alkalitolerant sind. Zusätzlich kann die Salinität kontinuierlichen oder schlagartigen Änderungen unterliegen, z. B. beim Austrocknen eines Sees, bei der Vermischung von Wassermassen in Ästuarien, in Gezeitenzonen oder bei heftigen Regenfällen.

## Anpassung
Liegt die Salzkonzentration in der Umgebung eines Organismus höher oder niedriger als im Zellkörper, zwingt dies immer zu einer Anpassung, denn unterschiedliche Salzkonzentrationen sind stets bestrebt, sich auszugleichen. Nur Wasser kann aber zwischen Zellinnerem und Umgebung diffundieren; Salzionen können Zellmembranen nur schwer überwinden. Dies führt zu folgender Situation: Liegt die Konzentration in der Umgebung niedriger, diffundiert Wasser in die Zelle ein. Dies ist zum Beispiel im Lebensraum „Süßwasser“ der Fall, die Umgebung ist hypoosmotisch. Liegt die Konzentration höher, verliert der Organismus Wasser. Dies ist zum Beispiel in Salzseen der Fall, hier ist die Umgebung hyperosmotisch. In beiden Fällen kommt es zu einer Veränderung der Salzkonzentration im Inneren des Organismus. Lebensprozesse sind jedoch stets an eine bestimmte Verfügbarkeit von Wasser – und damit an bestimmte Salzkonzentrationen – in der Zelle gebunden. Fast alle Organismen regulieren daher aktiv ihre innere Salzkonzentration.
Mehrzellige Organismen, die in einer hyperosmotischen Umgebung leben, haben hierfür spezielle Organe entwickelt, zum Beispiel Salzdrüsen oder Nieren.
Halotolerante und halophile Einzeller erreichen die Anpassung durch zwei verschiedene Strategien:
- Die erste Möglichkeit ist die Aufnahme der anorganischen Salze in das Cytoplasma („Salt-in“-Strategie).

Diese Variante findet man vor allem bei halophilen Einzellern. Deren Lebensprozesse (d. h. vor allem deren Enzyme) sind derart an hohe Salzkonzentrationen angepasst, dass ihre Funktionalität bei abnehmender Salzkonzentration verloren geht.
- Die zweite Möglichkeit ist die Akkumulation organischer Verbindungen im Zellinneren, die als kompatible Solute oder Osmoprotektanten bezeichnet werden („Organic-osmolyte“-Strategie).

Diese Variante bevorzugen halotolerante Einzeller. Steigt die Salzkonzentration in der Umgebung, produziert die Zelle osmotisch aktive organische Substanzen (zum Beispiel bestimmte Kohlenhydrate, Aminosäuren, Polyole, Betaine und Ectoine). Diese kleinen Moleküle sind ähnlich wie Salze gut wasserlöslich und entfalten dieselbe osmotische Wirkung. Sie beeinflussen jedoch den Zellstoffwechsel nicht negativ.

## Extrem Halophile

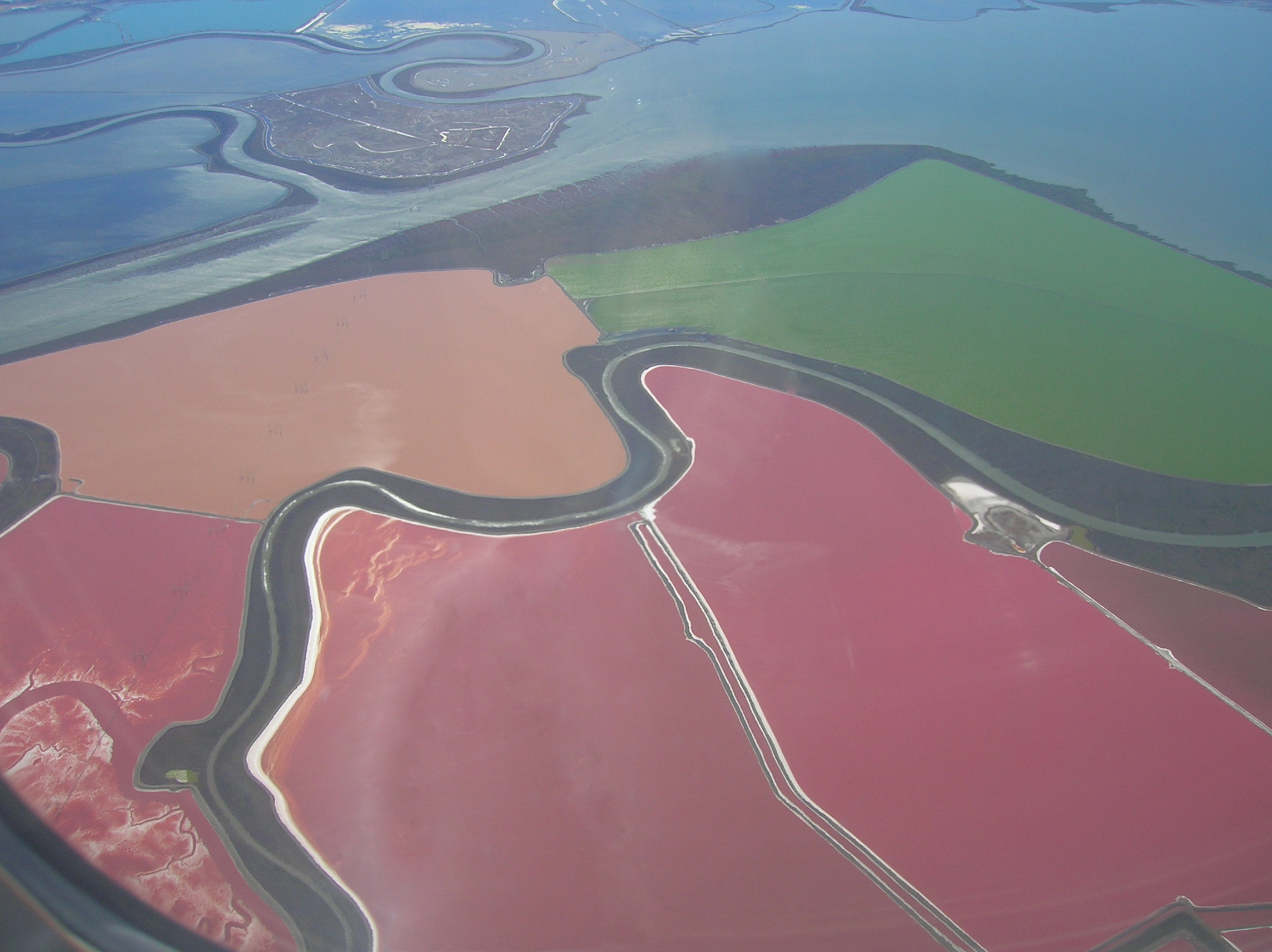
Phototrophe halophile Einzeller färben das Wasser dieser Salzgewinnungsanlage. Je nach Salzgehalt dominieren bestimmte Arten in den einzelnen Becken.

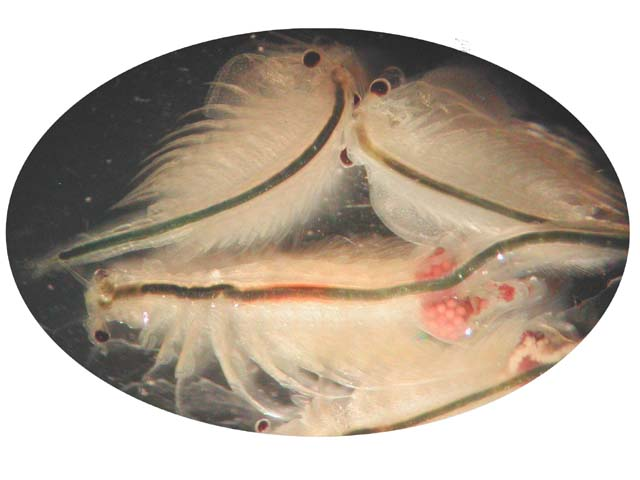
Salinen- oder Salzkrebs Artemia salina

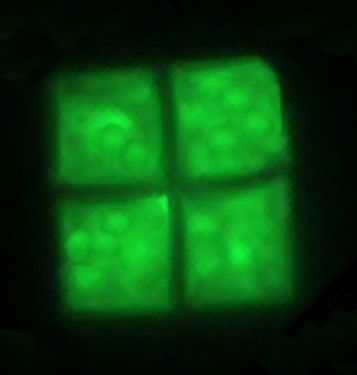
Haloquadratum walsbyi

Halophile und halotolerante Organismen sind in allen Domänen des Lebens zu finden. Die erfolgreiche Besiedelung der besonders salzhaltigen Lebensräume bleibt jedoch Einzellern wie Bakterien, Archaeen und einigen Algen vorbehalten. Bei einigen dieser Einzeller fand man ungewöhnliche und bisher einzigartige Zellformen, nämlich drei- und viereckige Zellen.
Extrem halophile Einzeller leben in Salzseen, Salinen oder gepökelten Lebensmitteln. Selbst in gesättigter Kochsalzlösung (5 mol/l NaCl) können bestimmte Archaeen leben, wachsen jedoch nur langsam. Diese Mikroorganismen leben meist aerob, chemoorganotroph oder phototroph – betreiben also Photosynthese.
Einige dieser phototrophen Einzeller können Licht durch Bakteriorhodopsin für den auswärts gerichteten Protonentransport nutzen. Der entstehende Protonengradient über die Zellmembran kann zur ATP-Synthese verwendet werden. Dieser Vorgang stellt eine einfache und vermutlich ursprüngliche Art der Photosynthese dar.
Phototrophe halophile Einzeller sind die Ursache für die intensive Farbe, die Salz- und Sodaseen oder Meersalzgewinnungsanlagen haben. Die Pigmente dieser Organismen sind so hoch konzentriert, dass sie quasi durch die gesamte Nahrungskette wandern: Sie färben halophile Krebse, die sich von den Mikroorganismen ernähren und schließlich die Flamingos, die ihrerseits die Krebse fressen.
Extrembiotope sind häufig artenarm. Dies gilt auch für Standorte mit hohen Salzkonzentrationen. Auch alkalische Sodaseen sind zwar artenarm, dafür aber extrem individuenreich. Sie verfügen deshalb neben Ästuarien und Riffen über die höchste Rate an Biomasseproduktion und gehören zu den produktivsten Ökosystemen der Welt.
Einige Gattungen halophiler Einzeller:
- Prokaryoten: Halobacterium, Halococcus, Ectothiorhodospira, Halorhodospira, Haloanaerobium, Halobacteroides
- Eukaryoten: Dunaliella

Halobacterium noricense und verschiedene Halococcus salifodinae wurden u. a. im Bad Ischler Salzberg und im Salzbergwerk Altaussee gefunden.
Haloquadratum walsbyi („Salzquadrat“), eine Art der Gattung Haloquadratum in der Familie der Halobacteriaceae, ist auf höchste Salzkonzentrationen angepasst. Grün und flach quadratisch optimiert es die Photosynthese durch Aufschwimmen und dominiert weltweit in Becken, in denen Meerwasser zur Salzgewinnung eindickt, bevor mit einem Anstieg der Magnesiumchlorid-Konzentration in der flüssigen Phase jedes Leben stirbt.